# Pine Apple
Pine Apple è un comune degli Stati Uniti d'America situato nella contea di Wilcox dello Stato dell'Alabama.